# Rebel Yell
Rebel Yell é o segundo álbum de estúdio lançado pelo músico britânico Billy Idol, em 1983.
O álbum reuniu Billy Idol, Steve Stevens e Keith Forsey, após o sucesso de seu álbum de estreia em 1982, Billy Idol. Idol teve a ideia de nomear o álbum de “Rebel Yell” após ir a uma festa com os Rolling Stones. Ele explicou à VH1 Storytellers que as pessoas no local bebiam um licor chamada Rebel Yell, e pensou que aquilo poderia ser um bom título para um álbum.
A faixa-título foi gravada em apenas três dias no Electric Lady Studios, em Nova York. Billy estava batalhando na Chrysalis Records pelo controle criativo, e decidiu roubar as Master Tapes. Keith Forsey relatou em uma entrevista na Mix Magazine que Idol roubou as fitas erradas. Ele lutou na gravadora e voltou ao estúdio vitorioso. Keith então informou a ele que ele tinha pego as fitas erradas.
Trabalhando com Forsey, o guitarrista era Steve Stevens, Phil Feit como baixista (depois foi Steve Webster), Gregg Gerson como baterista, e os tecladistas Judi Dozier e Jack Waldman.
Em 1999 a EMI Music relançou o álbum como parte de uma série de “Edições Expandidas”. A nova versão do álbum inclui gravações não lançadas como faixas-bônus e o encarte expandido. Em 2010 a gravadora Audio Fidelity Records lançou uma versão remasterizada em 24 kilates em HDCD por Steve Hoffman
Todos os singles, mas particularmente “Rebel Yell”, “Eyes Without a Face” e “Flesh for Fantasy”, fizeram grande sucesso na MTV. Perri Lister, a namorada de Billy na época, aparece no começo do vídeo de “Rebel Yell”.

## Lista de faixas
| Nº | Título                          | Compositor(es)            | Produtor(es) | Duração |
| -- | ------------------------------- | ------------------------- | ------------ | ------- |
| 1  | "Rebel Yell"                    | Billy Idol, Steve Stevens | Keith Forsey | 04:45   |
| 2  | "Daytime Drama"                 | Idol, Stevens             | Forsey       | 04:02   |
| 3  | "Eyes Without a Face"           | Idol, Stevens             | Forsey       | 03:58   |
| 4  | "Blue Highway"                  | Idol, Stevens             | Forsey       | 05:05   |
| 5  | "Flesh for Fantasy"             | Idol, Stevens             | Forsey       | 04:37   |
| 6  | "Catch My Fall"                 | Idol                      | Forsey       | 03:57   |
| 7  | "Crank Call"                    | Idol, Stevens             | Forsey       | 03:56   |
| 8  | "(Do Not) Stand in the Shadows" | Idol, Stevens             | Forsey       | 03:10   |
| 9  | "The Dead Next Door"            | Idol, Stevens             | Forsey       | 03:45   |

### Edição Expandida 1999
1. "Rebel Yell"  – 4:45
2. "Daytime Drama"  – 4:02
3. "Eyes Without a Face"  – 4:58
4. "Blue Highway"  – 5:05
5. "Flesh for Fantasy"  – 4:37
6. "Catch My Fall"  – 3:57
7. "Crank Call"  – 3:56
8. "(Do Not) Stand in the Shadows"  – 3:10
9. "The Dead Next Door"  – 3:45
10. "Rebel Yell (Session Take)"  – 5:27
11. "Motorbikin' (Session Take)"  – 4:16
12. "Catch My Fall (Original Demo)"  – 4:11
13. "Flesh for Fantasy (Session Take)"  – 5:09
14. "Blue Highway (Original Demo)"  – 5:00

## Posição nas paradas musicais

### Paradas semanais
| Parada (1983—84)                      | Melhor posição |
| ------------------------------------- | -------------- |
| Austrália (Kent Music Report)         | 16             |
| 8                                     |                |
| Alemanha (Offizielle Deutsche Charts) | 2              |
| Países Baixos (Dutch Charts)          | 31             |
| Nova Zelândia (RMNZ)                  | 2              |
| Suíça (Schweizer Hitparade)           | 16             |
| Reino Unido (UK Albums Chart)         | 36             |
| Estados Unidos (Billboard 200)        | 6              |